# کاسیو آلوز دی باروس
کاسیو آلوز دی باروس (به پرتغالی: Cássio Alves de Barros) مدافع اهل برزیل است که در شهر ریودو ژانیرو و در تاریخ ۱۷ ژانویهٔ ۱۹۷۰ به دنیا آمده‌است.
کاسیو آلوز دی باروس در تیم‌های فوتبال واسکو دوگاما سابقهٔ حضور دارد.